# Victory Road (2009)
Victory Road (2009) foi um evento em formato pay-per-view realizado pela Total Nonstop Action Wrestling, ocorreu no dia 19 de julho de 2009 no Impact! Zone em Orlando, Florida. No evento principal Kurt Angle derrotou Mick Foley para manter o TNA World Heavyweight Championship. Esta foi a quinta edição da cronologia do Victory Road.

## Resultados
| 1                              | Angelina Love (com Velvet Sky e Madison Rayne) derrotou Tara (c).                                             | Singles match pelo TNA Knockouts Championship         | 07:02 |
| 2                              | Matt Morgan derrotou Daniels                                                                                  | Singles match                                         | 10:31 |
| 3                              | Abyss derrotou Dr. Stevie                                                                                     | No Disqualification match                             | 09:51 |
| 4                              | Team 3D (Brother Ray e Brother Devon) (c) derrotaram The British Invasion (Doug Williams e Brutus Magnus).    | Tag team match pelo IWGP Tag Team Championship        | 10:16 |
| 5                              | Jenna Morasca (com Awesome Kong) derrotou Sharmell (com Sojournor Bolt)                                       | Singles match                                         | 05:49 |
| 6                              | Kevin Nash derrotou AJ Styles (c).                                                                            | Singles match pelo TNA Legends Championship           | 14:07 |
| 7                              | The Main Event Mafia (Booker T e Scott Steiner) derrotaram Beer Money, Inc. (Robert Roode e James Storm) (c). | Tag team match pelo TNA World Tag Team Championship   | 12:29 |
| 8                              | Samoa Joe derrotou Sting                                                                                      | Singles match                                         | 11:36 |
| 9                              | Kurt Angle (c) derrotou Mick Foley                                                                            | Singles match pelo TNA World Heavyweight Championship | 14:06 |
| (c) - Campeões antes das lutas | |                                                       |       |